# Eoophyla accra
Eoophyla accra is een vlinder uit de familie van de grasmotten (Crambidae), uit de onderfamilie van de Acentropinae. De wetenschappelijke naam van deze soort is voor het eerst gepubliceerd in 1912 door Embrik Strand.
De soort komt voor in Sierra Leone, Ghana, Kameroen, Equatoriaal Guinea (Bioko), Congo-Brazzaville, Congo-Kinshasa, Oeganda en Angola.